# بيل براون
بيل براون (بالإنجليزية: Bill Brown)‏ (و. 1969 – م) هو ملحن من الولايات المتحدة الأمريكية. ولد في سان دييغو، كاليفورنيا. 

## وصلات خارجية
- بيل براون على موقع IMDb (الإنجليزية)
- بيل براون على موقع ميوزك برينز (الإنجليزية)
- بيل براون على موقع أول ميوزيك (الإنجليزية)
- بيل براون على موقع ديسكوغز (الإنجليزية)
- بيل براون على موقع قاعدة بيانات الفيلم (الإنجليزية)